# Lophuromys verhageni
Lophuromys verhageni is een knaagdier uit het geslacht Lophuromys dat voorkomt op 2600 tot 3050 m hoogte op Mount Meru in Tanzania. Deze soort behoort tot het ondergeslacht Lophuromys en is daarbinnen verwant aan L. aquilus. De soort is genoemd naar Ronald Verhagen voor zijn bijdragen aan de ecologie van de kleine zoogdieren van Tanzania. Lophuromys verhageni behoort tot de gevlekte soorten van Lophuromys met een korte staart. Het is een vrij grote soort met een grote, maar slanke schedel met zwakke supraorbitale richels.